# Mang-Nzime
Mang-Nzime, ou Mang-Zimé, est un village du Cameroun situé dans le département du Haut-Nyong (région de l'Est). Il appartient à la commune de Lomié et au canton de Nzime-Est.

## Population
Lors du recensement de 2005, le village comptait 121 habitants, dont 55 hommes et 66 femmes.
En 1964-1965, « Mang » avait une population de 147 habitants, constituée de Dzimou et de 38 Pygmées.

## Infrastructures
En 1965, le village de Mang était situé sur la piste piétons d'Eschiambor vers Yokadouma.
Au début des années 2010, Mang-Nzimé disposait d'une source aménagée.